# 伊姆兰·卢扎
伊姆兰·卢扎（阿拉伯语：عمران لوزة；1999年5月1日—），是一名摩洛哥足球运动员，场上司职中前卫，曾被英冠球队沃特福德外借至法甲球隊羅連安特。摩洛哥国家足球队成員。他原本代表摩洛哥青年国家队征战国际比赛，但随后选择了代表法国。

## 俱乐部生涯

### 南特
2006年，卢扎从世纪之星队加盟了南特青训，并在那里的各级梯队中担任队长一职。2019年1月4日，在南特4-1大胜沙托鲁的法国杯比赛中，卢扎完成了职业生涯首秀，并还打进了一粒进球。

### 沃特福德
2021年6月1日，卢扎转会加盟英超球队沃特福德。据媒体报道，他的转会费为1000万欧元；卢扎将于俱乐部签约五年，合同在2026年才会到期。

## 国家队生涯
卢扎出生在法国城市南特，他的父亲是摩洛哥人，母亲则是法国人。在摩洛哥U-20国青队3-2击败法国的比赛中，卢扎代表前者登场，并攻入了球队在比赛中的第二粒进球。后来，他转而为法国各级青年国家队参加国际比赛。